# Blue Whale Harbour
Der Blue Whale Harbour (englisch für Blauwalhafen) ist ein kleiner Naturhafen an der Nordküste Südgeorgiens. Er liegt 1,5 km westsüdwestlich des Kap Constance.
Wissenschaftler der britischen Discovery Investigations kartierten ihn im Jahr 1930. Der namensgebende Blauwal gehörte zu den auf Südgeorgien kommerziell verarbeiteten Walarten.